# Сингх, Аджит
Аджит Сингх (англ. Ajit Singh, 2 марта 1952) — индийский хоккеист на траве, нападающий. Бронзовый призёр летних Олимпийских игр 1972 года, серебряный призёр чемпионата мира 1973 года.

## Биография
Аджит Сингх родился 2 марта 1952 года
Играл в хоккей на траве за Бенгалию и Индийские железные дороги.
В 1972 году вошёл в состав сборной Индии по хоккею на траве на летних Олимпийских играх в Мюнхене и завоевал бронзовую медаль. В матчах не участвовал.
В 1973 году в составе сборной Индии завоевал серебряную медаль чемпионата мира в Амстелвене, в 1974 году — серебро хоккейного турнира летних Азиатских игр в Тегеране.
В 1976 году вошёл в состав сборной Индии по хоккею на траве на летних Олимпийских играх в Монреале, занявшей 7-е место. Играл на позиции нападающего, провёл 8 матчей, забил 3 мяча (два в ворота сборной Аргентины, один — Канаде).

## Семья
Старший брат Аджита Сингха Хармик Сингх (род. 1947) также выступал за сборную Индии по хоккею на траве, был бронзовым призёром летних Олимпийских игр 1968 и 1972 годов.
Сын Гаган Аджит Сингх (род. 1980) в составе сборной Индии по хоккею на траве участвовал в летних Олимпийских играх 2000 и 2004 годов.